# Georges Sorel
Georges Eugène Sorel (2. listopadu 1847, Cherbourg – 29. srpna 1922) byl francouzský filosof a anarchistický teoretik revolučního syndikalismu, tzv. anarchosyndikalismu.
Zprvu byl zastáncem Karla Marxe, později jeho teorii zrevidoval. Odmítal neodvratnou, postupnou změnu, byl pro přímou akci formou generálních stávek, bojkotů a konstantního narušování kapitalismu s cílem nastolit kontrolu výrobních prostředků ze strany pracovníků. Byl obviňován ze schvalování sabotáže, kterou výslovně odmítal. Věřil v potřebu uváženě koncipovaného „mýtu“ generální stávky, který by zkoordinoval masy. Inspiroval se jakobíny, když tvrdil, že jediná cesta změny je prostřednictvím použití síly. Prezentuje svoji myšlenku syndikalismu, teorii o řízené ekonomice a pracovních strukturách - všichni, kdo se vnitřně podílejí na výrobě, na jakémkoli postu, by se měly rovně podílet na vlastnictví vyrobeného, jakož i výrobních prostředků bez ohledu na pozici v práci. Jeho socialismus pramenil více z útoku na morální rozklad buržoazie než z potřeb proletariátu.

## České překlady
- SOREL, Georges. Iluze pokroku ; Rozklad marxismu. Překlad Jan Petříček. Praha: Academia, 2022. 391 s. ISBN 978-80-200-3365-9. Doslov napsali Ondřej Slačálek a Čestmír Pelikán.